# Municipio de Riverside (condado de Hand)
El municipio de Riverside (en inglés: Riverside Township) es un municipio ubicado en el condado de Hand en el estado estadounidense de Dakota del Sur. En el año 2010 tenía una población de 25 habitantes y una densidad poblacional de 0,27 personas por km².

## Geografía
El municipio de Riverside se encuentra ubicado en las coordenadas 44°34′38″N 99°14′24″O / 44.57722, -99.24000. Según la Oficina del Censo de los Estados Unidos, el municipio tiene una superficie total de 93.06 km², de la cual 93,04 km² corresponden a tierra firme y (0,02 %) 0,02 km² es agua.

## Demografía
Según el censo de 2010, había 25 personas residiendo en el municipio de Riverside. La densidad de población era de 0,27 hab./km². De los 25 habitantes, el municipio de Riverside estaba compuesto por el 88 % blancos, el 12 % eran asiáticos. Del total de la población el 0 % eran hispanos o latinos de cualquier raza.